# Attentat du 8 mars 1985 à Beyrouth
Le 8 mars 1985, une voiture piégée a explosé entre 9 et 45 mètres de la maison du religieux chiite Sayyed Mohammad Hussein Fadlallah à Beyrouth, au Liban, lors d'une tentative d'assassinat manquée par une unité antiterroriste libanaise liée au Central Intelligence Agency,. Le bombardement a tué 80 personnes et en a blessé 200, presque tous des civils.
Beyrouth a connu trois autres attentats à la voiture piégée meurtriers au cours des mois suivants, le 22 mai, le 14 août et le 18 août 1985.

## L'explosion
L'explosion de la bombe, estimée à 200 kg (440 livres) de dynamite, s'est produite à Bir al-Abed, dans la banlieue ouest de Beyrouth, à l'extérieur d'un immeuble. Il a tué des fidèles, principalement des femmes et des filles, qui quittaient les services de prière du vendredi dans une mosquée adjacente, et détruit deux immeubles d'habitation de 7 étages et un cinéma.
Même si plusieurs gardes du corps de Fadlallah ont été tués dans l'attaque, le religieux n'a pas été blessé alors qu'il assistait à la prière du vendredi dans une mosquée voisine.
Les habitants ont tiré en l'air, à la suite de l'explosion, essayant de dégager les routes pour permettre le passage des ambulances. Une banderole a été accrochée sur le site de l'explosion par les habitants, sur laquelle était écrit « Made in USA ».